# Santo Niño (Cagayan)
Santo Niño (Faire) ist eine Stadtgemeinde in der philippinischen Provinz Cagayan. Im Westen grenzt sie an die Provinz Apayao. Im Jahre 2015 zählte sie 27.219 Einwohner.
Santo Niño ist in die folgenden 31 Baranggays aufgeteilt:
| - Abariongan Ruar - Abariongan Uneg - Balagan - Balanni - Cabayo - Calapangan - Calassitan - Campo - Centro Norte - Centro Sur - Dungao | - Lattac - Lipatan - Lubo - Mabitbitnong - Mapitac - Masical - Matalao - Nag-uma - Namuccayan - Niug Norte | - Niug Sur - Palusao - San Manuel - San Roque - Santa Felicitas - Santa Maria - Sidiran - Tabang - Tamucco - Virginia |